# 実況パワフルプロ野球'94
『実況パワフルプロ野球'94』（じっきょうパワフルプロやきゅう'94）は、1994年3月11日にコナミから発売されたスーパーファミコン用野球ゲームソフトである。実況パワフルプロ野球（パワプロ）シリーズ最初の作品に当たる。

## 概要
従来の野球ゲームの多くは、平面的な視点（2D）であるため高低差というものが無いに等しく、基本的にバッターボックス内からバットが届く範囲であればフォークボール以外どんな球でも打てるものであった。また、ピッチングは投げた後に左右に自由に曲げることができるため、決してリアルに野球を再現しているとはいい難いものがほとんどであった。
本作では、従来の野球ゲームにあまり見られなかった、「ピッチング・バッティングにおける高低差」「（従来のゲームには無いに等しかった）個別の球種」という概念を取り入れ、ボールを投げ込む位置に自由度を持たせ、その投げ込まれる位置を予測してミートカーソルと呼ばれるカーソルの位置を設定した上でスウィングをするシステムを取り入れた。
また、試合を盛り上げるために、球場内のざわめき・歓声・ラッパなどによる応援曲に加えて、球場内のアナウンス（ウグイス嬢）・アナウンサーによる試合の実況という二つの音声機能が取り入れられた（実況は、当時朝日放送（ABC）所属の安部憲幸アナウンサーが担当。安部が選ばれたのは制作スタッフの「ラジオ中継のような実況」、「場を盛り上げるもの」という意図によるもの）。
選手の能力パラメータでも、打撃力・足の速さ・守備のうまさなどのほかに、チャンスに強い・チャンスに弱いなど、場合によっては本来の能力などに何らかの影響を与える「特殊能力」というパラメータが取り入れられた。
一方で、システム面以外には作りこむ余裕が無かったためか、当時“バッテリーバックアップ機能によるシーズンの経過、成績の保存”により、最高130試合（試合数は当時のもの）まで行うペナントレースを再現したプロ野球ゲームが増えてきている中、本作は、“最高15試合まで”・“パスワード方式でシーズンの続きから再開する”システムのミニペナントモードが設けられるに留まった。
本作には以下の4つのモードが収録されている。
- 対戦モード
- ミニペナントモード
- シナリオモード
- キャンプモード

このうち、シナリオモードでは12球団分のシナリオが用意されており、実際の試合を再現した内容である。たとえば、「1. 天王山対中日戦 難易度 4― 15回裏の守り 2 対 1」というシナリオでは、15回裏から始まり、現実と同じ試合結果になることを目指す内容である。

## 使用できる球場
※コンシューマ野球ゲームとしては初めて全球団の本拠地球場が実名で登場する作品となった。
- 明治神宮球場（明治神宮野球場）
- ナゴヤ球場
- 東京ドーム
- 甲子園球場（阪神甲子園球場）
- 横浜スタジアム
- 広島市民球場
- 西武ライオンズ球場
- グリーンスタジアム神戸
- 藤井寺球場
- 千葉マリンスタジアム
- 福岡ドーム

## 開発
本作は豊原浩司が過去に開発した、MSX2用ソフト『激突ペナントレース2』とX68000用ソフト『生中継68』（1991年発売）の要素を受け継ぎつつも、これらの作品の課題を解決するという側面もあった。
企画の時点では『てけてけプロ野球』という名称であり、パワプロ君の名前もなかった。「てけてけプロ野球」という名前はコナミ上層部から却下され、プロ野球を題材としたことを強調した「実況？？プロ野球」という仮称ができた。豊原はタイトルにそこまでインパクトを求めなくてよいという考えから、「？？」の部分には「エキサイティング」と「パワフル」の案を挙げ、最終的には後者が採用された。
開発に当たっては、臨場感とリアリティを重視した。豊原は『生中継68』のころから実際の球場で観戦しており、競合作品のファミスタシリーズでは起こりえない出来事（例：投手が投げた球を捕手が取り損ねる）を目の当たりにするようになった。豊原はこの「筋書きのないドラマ」をぜひゲームの中で再現したいと考え、「野手が弾いた球がスタンドインする」「打球がポールにあたりホームランになる」といった形で導入した。
当初豊原はリアルな野球ゲームとして売り出したいという思いから、キャラクターの頭身を高く描きたいと考えていたが、ミーティングの場でチーム全員から否定されてしまい、2頭身のデザインとなった。ところが、頭身を低くしたことにより、却って真剣みが出る結果となった。というのも、頭が大きく描かれたことにより視線がわかりやすくなり、そこからさまざまな演出が生まれた。また、野手の見た目が横に広がったことで、ゴロを捕るときの判定がしやすくなった。
実況機能は、『生中継68』におけるウグイス嬢の評判のよさをヒントに取り入れられた。豊原は2017年の対談の中で、当初はサウンドプログラマに音声を高速転送して再生させるために必要なシステムを作るよう頼んだ際、ウグイス嬢か実況のどちらかしか入れられないといわれたが、意外と容量を削ることができたため、両方とも実現できたと話している。また、ラジオ実況の方が具体的に状況を説明するため、朝日放送（ABC）のアナウンサーとしてラジオ中継に参加していた安部憲幸がスタッフの推薦により起用された。豊原は収録に向けてセリフのリストをあらかじめ準備していたものの、安部は実際の収録でアドリブを連発しただけでなく、提案も多数出していたという。
当時の野球ゲームにおける選手の能力はミート力・パワー・走力が中心であり、これでは選手の個性の表現に不十分だと考えた豊原は特殊能力の追加を思いつき、投打担当者もこのシステムの導入に合意した。この担当者はボードゲームやカードゲームに明るく、これらのジャンルでは当たり前のことだったといい、逆に様々なアイデアを提示された。また、守備面を重視したいという豊原の意向により、各選手に専門ポジションというデータも用意された。
球種も見直しの対象となり、『生中継68』のような全方向の球種ではなく、特徴的な球種に限定する方針がとられた。

## 備考
- 本作は、「〜'94」と名乗っているが、シナリオモードが関係してか選手・チーム陣容のデータは前年シーズン終了時のものを使用している。そのため、選手の移籍・引退は反映されていない（例：中日ドラゴンズから読売ジャイアンツに移籍した落合博満は中日に所属。現役引退した八重樫幸雄がヤクルトスワローズに所属）。ただし、ヤクルトの球団旗・ペットマークは'94年からのものに変更されている。
- 当時千葉ロッテマリーンズ所属の初芝清が、右投げ右打ちでありながら、左投げ左打ちに間違って設定された（この件に関しては、開発者の豊原浩司が攻略本で謝罪している）。
- 選手グラフィックが後のシリーズと比べ、足が小さくずんぐりと太っているようなデザインだが、姉妹シリーズ「パワプロクンポケットシリーズ」のひとつである『パワプロクンポケット12』は、「サクセスモード」の試合時の選手グラフィックが本作のグラフィックに準拠する。
- この作品から、コナミのスーパーファミコンソフトにおけるパッケージレイアウトの統一化が図られ、下部にKONAMIロゴが、上部にジャンルと容量・プレイ人数が大きく表記されるようになった。